# シェイマス・コールマン
シェイマス・コールマン（Séamus Coleman, [ˈʃeɪməs ˈkoʊlmən], 1988年10月11日 - ）は、アイルランド・キリーベッグズ出身のサッカー選手。プレミアリーグ・エヴァートンFC所属。ポジションはディフェンダー(右サイドバック)、ミッドフィールダー(右サイドハーフ)。アイルランド代表。
元はゲーリックフットボールの選手であり、サッカー選手としてのキャリアはスライゴ・ローヴァーズFCで始まった。2011年に行われたネイションズカップでA代表デビューを飾り、アイルランドサッカー協会が選出する21歳以下の最優秀選手には2009年と2010年の2度選ばれている。

## クラブ経歴

### スライゴ・ローヴァーズ
コールマンはドニゴール県にある港町のキリーベッグズで生まれた。サッカーよりも先にゲーリックフットボールを始める。16歳の時には、ゲーリック体育協会の地元のチームでプレイする一方、サッカーの方では地元のセント・キャサリンズ (St. Catherine’s)に所属しており、スライゴ・ローヴァーズとの親善試合で相手チームからスカウトされると、2006年10月のブランディウェル・スタジアムでのデリー・シティ戦において、アダム・ヒューズ (en)との交代でリーグ・オブ・アイルランド初出場を飾った。
当初、スライゴ・ローヴァーズでは、ロブ・マクドナルド (en)監督から評価されず、リーグ・オブ・アイルランド・ファーストディビジョン (2部)のフィン・ハープスに移籍するべきだと話を持ち掛けられたが、マクドナルド監督が2007年3月にチームを去り、ポール・クック (en)監督が後任に就いたことが、「彼は自分がまるでリーグで一番の選手であるかのように感じさせてくれた。自分を信頼してくれる監督が居ることはそれが大きな違いになる。」と回顧したように転機となった。
なお、スイラゴ・ローヴァーズでは、2008年5月のブレイ・ワンダラーズ戦で初得点にして唯一となる得点を記録している。

### エヴァートン
イプスウィッチ・タウン、バーミンガム・シティ、セルティックなどが関心を示していたが、エヴァートンで指揮するデイヴィッド・モイーズ監督の元同僚にして、スライゴ・ローヴァーズの元監督でもあったウィリー・マクステイ (en)の推薦を受けたプレミアリーグ (イングランド1部)のエヴァートンによって、2009年1月18日に移籍金6万ポンドで獲得された。
エヴァートンでは、足の水疱によって2009-10シーズン前に行われた合宿の大半を病院で過ごすことを余儀なくされ、選手生命を脅かされていたが、10月上旬のリザーブの試合でチームに復帰を果たすと、22日のUEFAヨーロッパリーグ 2009-10でのベンフィカ戦 (0-5)において公式戦初出場を飾った。同試合は、不慣れな左サイドバックでの出場の影響から苦戦し、マークしていたハビエル・サビオラに簡単に突破されて得点を挙げられ、また、チームとしても大敗する等、散々なものだったが、プレミアリーグ初出場となった12月6日のトッテナム・ホットスパー戦 (2-2)では、ジョゼフ・ヨボと交代での途中出場すると、クロスによってルイ・サハのボレーシュートをアシストし、FAカップ初出場となった2010年1月2日のカーライル・ユナイテッド戦 (3-1)では、右サイドを駆け上がりながら2選手を躱して挙げたクロスが(ディニャル・ビリャレトディノフが頭で落とし)ティム・ケーヒルの逆転弾の起点となる等、攻撃面で活躍を見せた。

### ブラックプール

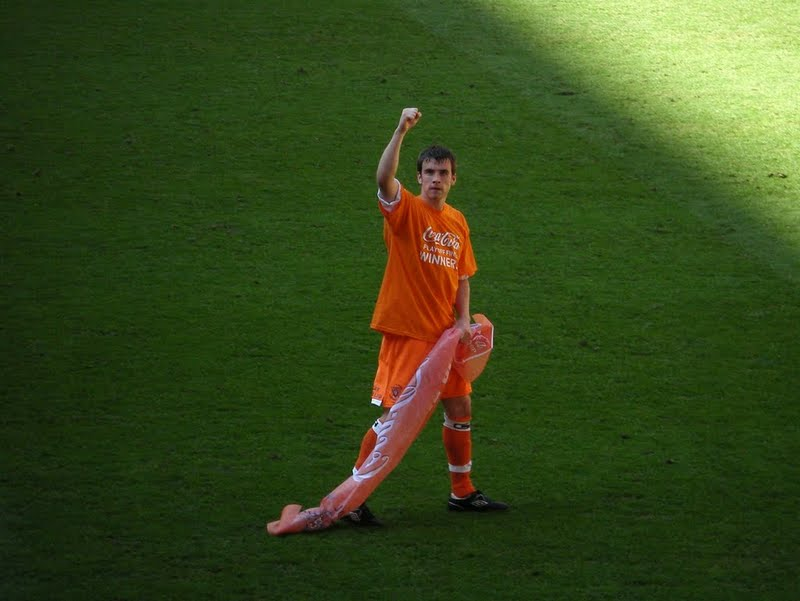
ブラックプールFCでの昇格を祝うコールマン

2010年3月に当初は1ヶ月間のローンでブラックプールに加入することになった。クリスタル・パレス戦 (2-2)でデビューし、スカンソープ・ユナイテッド戦 (4-2)で初ゴールを挙げ、以後、好印象を与えるプレーから4月にはシーズン終了までローン期間が延長され、また、その期間中に保有元のエヴァートンと新たに4年間の契約を結んだ。最終的にチームは昇格プレイオフの決勝に進出し、カーディフ・シティに3-2で勝利しプレミアリーグ昇格を決めた。

### エヴァートン復帰後
ブラックプール時代に務めていた右サイドバックとは違い、エヴァートンに復帰後は右サイドハーフを務めることになったが、2010年9月21日のリーグカップでのブレントフォード戦でエヴァトンでの初ゴールを記録し、11月6日の古巣ブラックプールを相手にプレミアリーグにおける初ゴールを記録したのを皮切りに、僅か2ヶ月の間に公式戦合計5得点を挙げる得点力の高さを示し、2011年1月20日にクラブから4年半の新契約を提示されるまでに評価された。さらに、最終的に受賞を逃したが、4月にはPFA年間最優秀若手選手賞にノミネートされた。なお、シーズン最終節のチェルシー戦でトップチームのキャリアでは初めてとなるレッドカードによる退場処分を受けた。
飛躍となった2010-11シーズンとは一転し、2011-12シーズンは定期的な負傷に悩まされていた。まず、開幕戦前のビジャレアルCFとの親善試合において、相手選手カルロス・マルチェナのタックルで靭帯損傷に見舞われると、12月21日のスウォンジー・シティAFC戦後には太腿を負傷、2012年1月に太腿の負傷が再発し、3月3日のクイーンズ・パーク・レンジャーズFC戦で戦列復帰するも、同月末にFAカップのサンダーランドAFC戦での衝突によって再離脱となった。翌2012-13シーズンは、長年右サイドバックを務めていたトニー・ヒバートが負傷した影響によって、第4節から本職の右サイドバックに復帰すると、11月のレディングFC戦でのように時折守備面に不安を覗かせながらも積極的な仕掛けを念頭に置くプレーで、右サイドハーフのケヴィン・ミララスと共に右サイドで好連携を示しており、その結果、2012年12月31日にクラブとの新たな5年半の契約に繋がった。
ヒバート復帰後も定位置を譲ることなくシーズンを終了すると、2013-14シーズンは更なる飛躍の年となっており、これまでのキャリアで最高となる公式戦7得点を挙げたように攻撃面を向上させた末に、エヴァートンの右サイドバックとしては1988年のゲーリー・スティーヴンス以来となるPFA年間ベストイレブンに選出され、コールマンはマンチェスター・シティFCのパブロ・サバレタ、チェルシーFCのブラニスラフ・イヴァノヴィッチの両名を抑えての受賞に喜びを表した。さらに、クラブのファンと選手が選出する最優秀選手賞の両方を受賞し、シーズン39失点に抑えたディフェンスラインの選手の一人であるコールマンをロベルト・マルティネス監督は「サイドバックの選手としては世界でもベストな一人だ」と賞賛した。なお、クラブ記録となる72ポイントの勝ち点を挙げ5位でシーズンを終えたエヴァートンの選手の中でコールマンは45回の得点機会を作り出し、チーム3番目の出場時間数を誇り、パス成功率はチーム2番目となる88%であった。
2014年6月26日にクラブと新たに5年半の契約を結んだ。
2018年1月、昨年に負った後述の代表戦での骨折から復帰。2018-19シーズンから完全に回復し右サイドバックのポジションについた。10月には襲撃を受けた宿敵リバプールのサポーターに多額の寄付をし、リバプールから称賛を受けた。
2019-20シーズンはフィル・ジャギエルカの退団に伴いキャプテンに就任した。

## 代表経歴

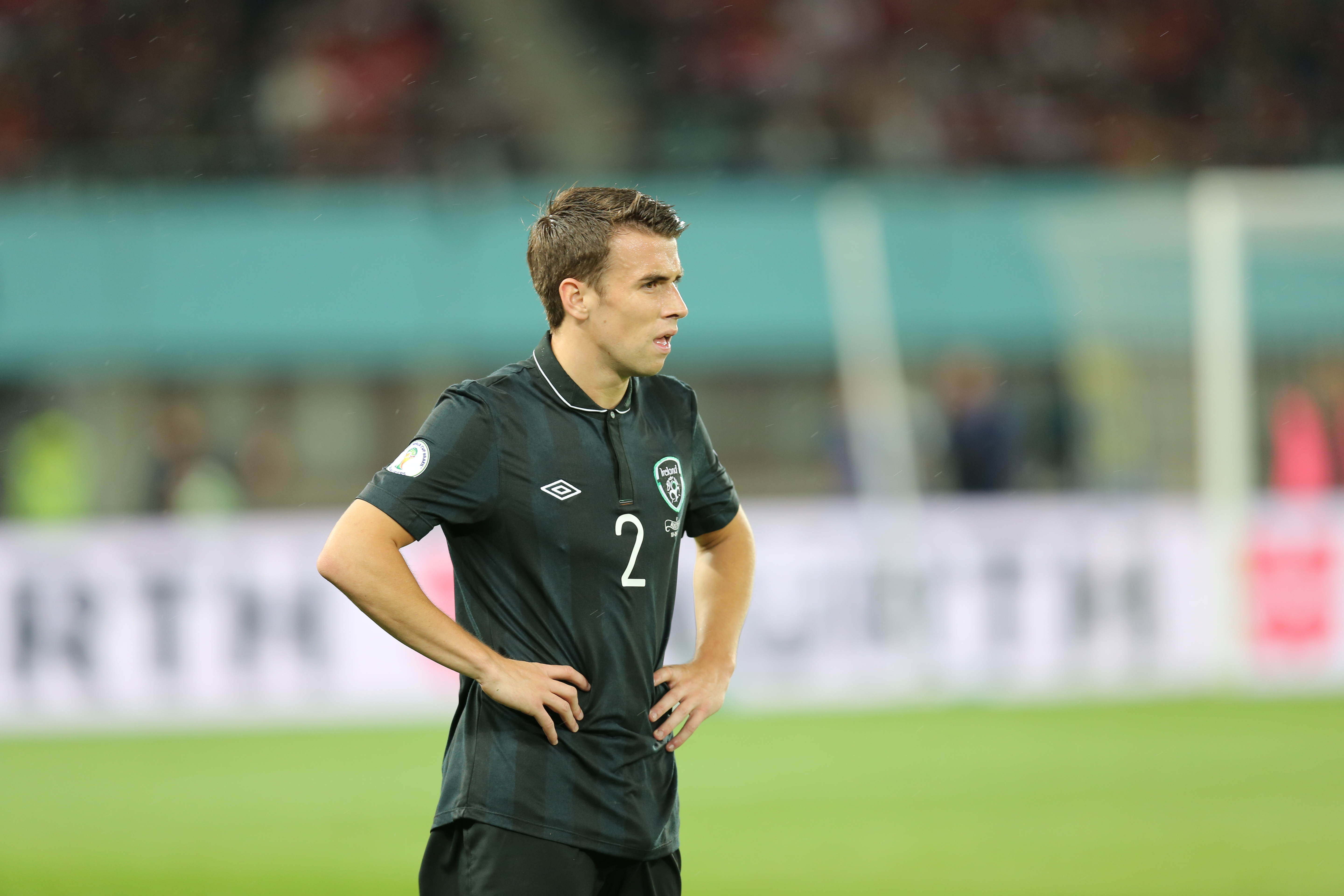
アイルランド代表でのコールマン (2013年9月)

まず、年代別代表では、U-18代表としてセンテナリー・シールド (Centenary Shield)優勝に貢献する。その後、U-21代表、U-23代表でもプレーし、前者では2007年のU-21スウェーデン戦で初出場を飾り、2010年8月のタラー・スタジアムで自身初にして唯一となる得点を挙げ、U-21トルコ戦においては主将を務めた。また、同カテゴリーにおいては、2009年と2010年の2年連続でアイルランドサッカー協会が選出する21歳以下の最優秀選手に選出された。
2010年10月にジョバンニ・トラパットーニ監督によってA代表に初招集され、2011年2月8日にネイションズカップのウェールズ戦で初出場を飾る。初出場から暫くは、出場機会を確保するのに苦労しており、また、クラブでの負傷も影響し、同年6月7日のイタリアとの親善試合を最後に2012年8月のセルビアとの親善試合まで遠ざかっていた。しかし、復帰以降はギリシャ戦で代表されるようにジョバンニ・トラパットーニ監督の称賛を得、2013年5月29日のウェンブリー・スタジアムでのイングランド戦でシェーン・ロングのゴールをアシストし、マン・オブ・ザ・マッチに選ばれた後には、トラパットーニ監督が指導したイタリア代表の往年の名サイドバックであるアントニオ・カブリーニとクラウディオ・ジェンティーレのレベルに到達する可能性を秘めていることが示唆される程の信頼を勝ち取っており、10月21日の2014 FIFAワールドカップ予選でのドイツ戦 (0-3)では初めてキャプテンを任された。同年11月にトラパットーニ監督の後任として、マーティン・オニール監督が就任して以降も定位置を確保している。
2016年10月6日の2018 FIFAワールドカップ予選、ジョージア戦で代表初得点を挙げた。
2017年3月24日の2018 FIFAワールドカップ予選、ウェールズ戦において後半26分、ニール・テイラーの激しいスライディングを受け、右足脛を骨折した。

## 私生活
フランシスとスティーヴィーの2人の兄がいる。フランシスとは少年時代にゲーリックフットボールやサッカーで共にプレーし、もう1人の兄スティーヴィーもサッカー選手だったが、脳性麻痺により引退し、2003年にスペシャルオリンピックスで銅メダルを獲得している。

## 個人記録

### クラブでの成績
2017年5月27日現在
出典:
| 所属クラブ             | シーズン         | リーグ                     | リーグ | リーグ | カップ | カップ | リーグカップ | リーグカップ | 国際大会 | 国際大会 | 合計  | 合計 |
| 所属クラブ             | シーズン         | 所属リーグ                 | 出場   | 得点   | 出場   | 得点   | 出場         | 得点         | 出場     | 得点     | 出場  | 得点 |
| ---------------------- | ---------------- | -------------------------- | ------ | ------ | ------ | ------ | ------------ | ------------ | -------- | -------- | ----- | ---- |
| スライゴ・ローヴァーズ | 2006-08          | リーグ・オブ・アイルランド | 55     | 1      | 4      | 0      | 1            | 0            | —        | —        | 3     | 0    |
| スライゴ・ローヴァーズ | 合計             | 合計                       | 55     | 1      | 4      | 0      | 1            | 0            | —        | —        | 60    | 1    |
| エヴァートン           | 2008-09          | プレミアリーグ             | 0      | 0      | 0      | 0      | 0            | 0            | -        | -        | 0     | 0    |
| エヴァートン           | 2009-10          | プレミアリーグ             | 3      | 0      | 1      | 0      | 0            | 0            | 3        | 0        | 7     | 0    |
| エヴァートン           | 2010-11          | プレミアリーグ             | 34     | 4      | 4      | 1      | 2            | 1            | —        | —        | 40    | 6    |
| エヴァートン           | 2011-12          | プレミアリーグ             | 18     | 0      | 4      | 0      | 2            | 0            | —        | —        | 24    | 0    |
| エヴァートン           | 2012-13          | プレミアリーグ             | 26     | 0      | 3      | 1      | 2            | 0            | —        | —        | 31    | 1    |
| エヴァートン           | 2013-14          | プレミアリーグ             | 36     | 6      | 3      | 1      | 2            | 0            | —        | —        | 41    | 7    |
| エヴァートン           | 2014-15          | プレミアリーグ             | 35     | 3      | 2      | 0      | 0            | 0            | 5        | 2        | 42    | 5    |
| エヴァートン           | 2015-16          | プレミアリーグ             | 28     | 1      | 3      | 0      | 3            | 0            | —        | —        | 34    | 1    |
| エヴァートン           | 2016-17          | プレミアリーグ             | 26     | 4      | 1      | 0      | 1            | 0            | —        | —        | 28    | 4    |
| エヴァートン           | 合計             | 合計                       | 206    | 18     | 21     | 3      | 12           | 1            | 8        | 2        | 247   | 24   |
| ブラックプール (loan)  | 2009-10          | チャンピオンシップ         | 9      | 1      | —      | —      | —            | —            | —        | —        | 12[a] | 1    |
| ブラックプール (loan)  | 合計             | 合計                       | 9      | 1      | —      | —      | —            | —            | —        | —        | 12    | 1    |
| キャリア通算成績       | キャリア通算成績 | キャリア通算成績           | 269    | 20     | 21     | 3      | 12           | 1            | 11       | 2        | 313   | 26   |

a. ^ 昇格プレーオフ3試合を含む

### 代表での成績
出典:
| アイルランド代表 | アイルランド代表 | アイルランド代表 |
| 年               | 出場             | 得点             |
| ---------------- | ---------------- | ---------------- |
| 2011             | 4                | 0                |
| 2012             | 5                | 0                |
| 2013             | 11               | 0                |
| 2014             | 5                | 0                |
| 2015             | 7                | 0                |
| 2016             | 10               | 1                |
| 2017             | 1                | 0                |
| Total            | 43               | 1                |

## 獲得タイトル

### アイルランド代表
- センテナリー・シールド (U-18)：2006年
- ネイションズカップ：2011年

### 個人
- FAIインターナショナル・フットボール・アワーズ（英語版）U-21年間最優秀選手賞部門：2009、2010年
- PFA年間ベストイレブン：2013-14
- エヴァートン年間最優秀選手（選手間投票による）：2013-14
- エヴァートン年間最優秀選手（ファン投票による）：2013-14